# Ki (album Devin Townsend Project)
Ki – album studyjny Devin Townsend Project. Wydawnictwo ukazało się 16 czerwca 2009 roku nakładem wytwórni muzycznych HevyDevy Records i InsideOut Music.
Płyta dotarła do 68. miejsca listy Billboard Heatseekers Albums w Stanach Zjednoczonych sprzedając się w nakładzie 800 egzemplarzy w przeciągu tygodnia od dnia premiery. Nagrania były promowane teledyskiem do utworu "Coast", który wyreżyserował Konrad Palkewicz.

## Lista utworów
Opracowano na podstawie materiału źródłowego.
| Nr  | Tytuł utworu                                      | Słowa          | Muzyka                     | Długość |
| --- | ------------------------------------------------- | -------------- | -------------------------- | ------- |
| 1.  | „A Monday” (utwór instrumentalny)                 |                | Devin Townsend             | 01:42   |
| 2.  | „Coast”                                           | Devin Townsend | Devin Townsend             | 04:35   |
| 3.  | „Disruptr”                                        | Devin Townsend | Devin Townsend             | 05:49   |
| 4.  | „Gato”                                            | Devin Townsend | Devin Townsend             | 05:23   |
| 5.  | „Terminal”                                        | Devin Townsend | Devin Townsend, Dave Young | 06:58   |
| 6.  | „Heaven's End”                                    | Devin Townsend | Devin Townsend             | 08:54   |
| 7.  | „Ain't Never Gonna Win...” (utwór instrumentalny) |                | Devin Townsend             | 03:17   |
| 8.  | „Winter”                                          | Devin Townsend | Devin Townsend             | 04:47   |
| 9.  | „Trainfire”                                       | Devin Townsend | Devin Townsend             | 05:58   |
| 10. | „Lady Helen”                                      | Devin Townsend | Devin Townsend             | 06:05   |
| 11. | „Ki”                                              | Devin Townsend | Devin Townsend             | 07:20   |
| 12. | „Quiet Riot”                                      | Devin Townsend | Devin Townsend             | 03:02   |
| 13. | „Demon League”                                    | Devin Townsend | Devin Townsend             | 02:54   |
|     |                                                   |                |                            | 1:06:44 |

## Twórcy
Opracowano na podstawie materiału źródłowego.
| - Devin Townsend - wokal prowadzący, gitara, gitara basowa, programowanie, miksowanie, inżynieria dźwięku, produkcja muzyczna - Jean Savoie - gitara basowa - Dave Young - instrumenty klawiszowe - Duris Maxwell - perkusja - Ryan Dahle - wokal wspierający, produkcja muzyczna, miksowanie - Che Dorval - wokal wspierający |  | - Troy "T-roy" Glessner - mastering - Brennan Chambers - asystent inżynieria dźwięku - Omer Cordell, Erich Saide, Dr. K - zdjęcia - Mike St-Jean - przedprodukcja - Adrian Mottrim, Sheldon Zaharko - realizacja nagrań - Konrad J. Palkiewicz - oprawa graficzna |

## Listy sprzedaży
| Lista                   | Kraj      | Pozycja |
| ----------------------- | --------- | ------- |
| SNEP                    | Francja   | 179     |
| Suomen virallinen lista | Finlandia | 26      |